# Beto a saber
Beto a saber fue un programa de televisión de política conducido por el periodista peruano nacionalizado mexicano Beto Ortiz y transmitido por Willax Televisión.

## Historia

### Primeras temporadas
El programa nació el 31 de enero de 2000 en Austral Televisión, tras independizarse de un segmento de Para todos, que obtuvo el reconocimiento del conductor en Los 99 del 99 de Gente. Su formato se basó en un talk-show centrado en la vida social con toques humorísticos, que se emitió desde el teatro Astros de Lima. Recibió la colaboración de Flavia Montero como modelo, Pablo Villanueva «Melcochita» para la música, Marisol Aguirre para los reportajes y Michelle Alexander en la producción. El programa fue uno de los informativos de oposición al gobierno de Alberto Fujimori junto a Canal N. Por su condición independiente a los medios comerciales, destacó como el único de televisión abierta en transmitir aquel primer «vladivideo» (el 14 de septiembre de 2000), llamado posteriormente Kouri-Montesinos, por presentar en la grabación al congresista Alberto Kouri recibiendo US$15 000. Con un breve hiato en junio de 2000, cuando el canal entró en un problema económico, dejó de emitirse el 15 de enero de 2001, luego que Frecuencia Latina contrató a Ortiz.
Una segunda itineraria con el mismo nombre se transmitió en la señal de ATV en 2018 matizada en la política y la farándula. Fue cancelado en 2019. Fue responsable de la investigación del caso Madre Mía. Además, se destacó a nivel internacional al conseguir la declaración de separación por Cristian Zuárez para su entonces esposa Laura Bozzo.

### Etapa en Willax
Tras la llegada a Willax Televisión en octubre de 2020 Beto cambia el enfoque a un programa periodístico, quien también asume como director. Martín Suyón es su productor. Se centra en reportajes diarios mayoritariamente de política peruana. Algunos de ellos son denuncias realizadas y narradas por los reporteros Claudia Toro Vallejos (2020-2022), Álamo Pérez Luna (2022) e Ismael Tasayco (2023-2024). El programa costa de tres bloques y forma parte de la programación prime-time del canal, desde la llegada de Phillip Butters en 2017, que tiene mayor libertad editorial.
El canal Willax describe a Beto a saber en la web como «un programa que se burla de todo y de todos, comenzando por nosotros mismos».
En agosto de 2021 condujo temporalmente desde la Ciudad de México bajo el título Beto a saber clandestino tras la entrada de Pedro Castillo al gobierno. Junto a los reportajes se realizó columnas críticas al mandatario y compara su estilo de vida antes y durante la administración presidencial. Una de ellas es la falsa promesa de entregar un cheque de más de cuatro mil millones de soles para organizaciones contra el cáncer infantil. En otras ocasiones, mostró primicias filmadas por su equipo sobres supuestos vínculos entre congresistas y el oficialismo. Asimismo, Ortiz animó encontrar contenido plagiado de la tesis de maestría de Castillo, en que la ganadora logró 55 coincidencias para obtener el premio de mil dólares. En diciembre de 2021 incluyó en su reportaje diario a una rueda de prensa al presidente Andrés Manuel López Obrador que Beto participó.
En diciembre de 2022 el programa dejó de llevar el subtítulo «clandestino» con la destitución de Castillo a causa de un intento de autogolpe de Estado. Para el siguiente mes, la conducción dejó de enfocarse principalmente en Castillo para realizarse segmentos políticos de temas varios, incluido segmentos cómicos con la participación estelar de la denominada «Shakira peruana». Uno de los segmentos cómicos notables fue «El show de los Pasos Perdidos», nombre atribuido al conocido salón del Congreso de la República, en que representantes parlamentarios son concursantes de baile. Tiempo después, el programa se centró en Dina Boluarte, a quien el propio Beto Ortiz criticó duramente.
En 2024, el programa realizó un reportaje sobre el Congreso de la República en el que denunció una presunta red de prostitución enquistada en ese organismo.Además, entrevistó a Andrea Vidal Gómez, una extrabajadora que había recibido disparos en extrañas circunstancias horas antes y que, antes de morir, dijo: «No tengo nada que declarar con ustedes». El suceso generó un gran escándalo y el Congreso prefirió culpar la muerte de Vidal a la «inseguridad ciudadana». Días después, la revista Caretas informó de un rumor que apuntaba a que Willax habría despedido a Ortiz por diferencias con sus colegas Phillip Butters y Milagros Leiva. Como resultado, Ortiz confirmó que había renunciado al canal y, por tanto, la cancelación del programa.

## Controversias
El programa Beto a saber generó controversias en la difusión de sus reportajes periodísticos, específicamente durante la estadía en Willax. Desde entonces, su programa mostró abiertamente su oposición al comunismo, así como crítico a otros periodistas como Marco Sifuentes, Nicolás Lúcar y Juliana Oxenford. En su programa, Ortiz mostró las actividades de que denomina la «izquierda caviar», como «alguien que posa de socialista para copar el Estado y vivir como "pituco"», caso que su entonces reportera Claudia Toro conceptualizó al colectivo como «seres ideologizados, ciegos y sordos». Como parte de su activismo, Ortiz animó a los jóvenes que, a causa de la crisis política ocurrida tras declarar como presidente a Castillo, «renuncien» de ser influenciados por, entre varios, «hípsters morados (Partido Morado), regias verolovers (Verónica Mendoza)  y actrices sin más papel que el de influencers del [partido] lapicito (Perú Libre)».
Oxenford, que compitió en la franja nocturna con Al estilo Juliana, criticó el desempeño de Ortiz en el programa al señalar que «su negocio es odiar y ser odiado». Mientras que Gustavo Gorriti y Romina Mella acusaron una campaña de desinformación del programa contra el primero con el director de La República Gustavo Mohme, al estar supuestamente implicado en el caso de corrupción de Odebrecht. Esta campaña política se basó en un reportaje acerca de una denuncia del exintegrante del diario, Ismael León, que fue emitida en 2020.

### Protestas en Perú (2020)
En el contexto de las protestas en Perú, Beto Ortiz fue criticado por invitar al programa que conducía, a un joven que, luego de la vacancia a Martín Vizcarra, propinó un puñetazo al congresista Ricardo Burga mientras este declaraba a la prensa. Ortiz señaló que los ataques contra él (Ortiz) se debían a que él fue uno de los pocos que no respaldó ni felicitó el actuar del joven, además también expresó su solidaridad para con el congresista.
Días después, en una de las transmisiones del programa Beto a saber, Ortiz comentó lo siguiente en relación con la posible existencia de víctimas mortales producto de las manifestaciones: «Anoche se celebraba que había un muerto, al final nadie se ha muerto. Están como loquitos para que rápido, pronto, aparezca un cadáver que puedan pasear en hombros y decir que es una dictadura, que hay terrorismo de estado».
Al confirmarse el fallecimiento de dos manifestantes el 14 de noviembre, el presentador comentó: «¿Por qué no comparto la celebración del supuesto regreso de la democracia y la legalidad? Porque, una vez más, en esta democracia a la peruana, no son los Bruce ni los Cisneros ni los De Belaúnde los que mueren reventado; son los Bryans que en el Perú son la carne de cañón de todas las guerras». Adicionalmente, se identificó como «viejo lesbiano», un término que empleaba para referirse a grupos conservadores criticados por los manifestantes.
Estas opiniones fueron aparentemente motivo suficiente, para que aproximadamente mil manifestantes fueran a asediar su domicilio propinándole insultos y amenazas de muerte por haber «despotricado de los héroes del bicentenario», lo que obligó a Beto Ortiz a transmitir desde su casa, pese a que en sus palabras explicó que hacía una referencia a que «en las protestas y luchas nunca morían los hijos de las familias pudientes del Perú, sino los hijos de las clases populares, y paradójicamente eran los primeros quienes llamaban a la lucha y eran aplaudidos».
Sus redes sociales fueron hackeadas, y el canal donde labora, recibió amenazas, junto a sus auspiciadores, para que dejasen de financiar al programa. Al cabo de una semana, solo la conocida marca de gelatina Universal accedió a abandonar la financiación del programa. Ortiz luego informó que el conocido restaurante arequipeño, El Rocoto, también desistió de apoyarlos luego que su local fuera atacado, por lo que llamó irónicamente «manifestantes».

### Caso turismo de vacunas en Chile
El 9 de febrero del 2021, Beto Ortiz difundió en su programa una nota invitando al “turismo de vacunación”. Según su informe periodístico, Chile tenía tantas vacunas contra la COVID-19 que en el calendario de vacunación no solo estaban contemplados sus ciudadanos, sino que también tenían lotes de vacunas para “todo aquel (turista) que estuviera en territorio chileno, puesto que allá sobran (las vacunas)”. Sin embargo, el informe periodístico que Beto sostuvo no solo mostraba errores con respecto a la compra y vacunación en Chile en medio de la crisis provocada por la pandemia, sino que también invitaba a sus oyentes a viajar en busca de la vacuna sin importar las consecuencias que podía traer este acto. Para esto, Ortiz presentó una lista de gastos (de vuelos, comida y hospedaje); inclusive, recomendó viajes por tierra y cruces ilegales por Arica “si es que el bolsillo no alcanzaba para un ticket en avión”, en total, recomendó un presupuesto “no mayor a 1000 dólares”.
Sin embargo, otros medios de noticias como Gestión en una nota periodística del 5 de febrero, antes de la nota de Ortiz, también mostró que el gobierno chileno del presidente Sebastián Piñera estaba ofreciendo a los extranjeros la vacuna, mediante el enlace oficial a su página de vacunación: «Todos los extranjeros que se encuentren en Chile, [independientemente] si son o no residentes, o si solo están de paso en este país, pueden vacunarse contra el COVID-19». Además, France24 en otra nota periodística de fecha 10 de febrero titulada como Chile modifica criterio y no vacunará contra coronavirus a extranjeros no residentes expresa que antes de la emisión del informe de Ortiz, el gobierno de Chile si tenía planeado vacunar a todo extranjero que se encuentre en su territorio. El cambio radical de la decisión del gobierno era para evitar el «turismo de vacunas». El cambio radical se materializó en la nota del 10 de febrero del ministro de Relaciones Exteriores de Chile Andrés Allamand: «No van a tener derecho a vacunarse en Chile los extranjeros que estén en el país con una visa de turista, tampoco van a tener derecho a vacunarse en Chile los extranjeros que estén como turistas, pero que vengan de algún país al que no se les exige visa». El propio Colegio Médico de Chile y la oposición rechazaron esta decisión del gobierno. El Colegio Médico animó desde su cuenta de Twitter «no limitar la vacunación […] hay otras formas, más humanitarias, de limitar el "turismo de vacunas"».
Aunque con algunas imprecisiones, el informe de Ortiz influyó en un cambio de política del gobierno de Piñera, a tal punto de que sectores de la extrema derecha chilena como José Antonio Kast celebró que se retire a los extranjeros del programa de vacunación: «Chile no es un destino turístico para vacunarse […] quien cruza la frontera de manera ilegal, no tiene derecho a inocularse», la oposición de izquierda se mostró furibunda contra el gobierno y particularmente contra el canciller Allamand, incluso citaron sus palabras de que tanto para chilenos como extranjeros «la vacuna es gratuita, universal y voluntaria» y si los de afuera «no tienen RUT, (solo) tienen que inscribirse con pasaporte"» para su inoculación.
Se registraron a diversas personalidades de partidos y movimientos chilenos que condenaron el cambio de decisión y dejar excluido a los extranjeros, siendo estos los siguientes: Revolución Democrática, Partido Comunista de Chile, Convergencia Social, Unidad Constituyente, Partido Demócrata Cristiano, Partido por la Democracia, Partido Socialista de Chile, entre otros.
En Argentina algunos canales hicieron eco del informe Ortiz para aclararle a la población que en vano viajaría a Chile, puesto que el Gobierno aún no tiene pensado vacunar turistas en ninguna de sus etapas.

### Caso Vacunagate
Un día después del reportaje de «turismo de vacunación», el 10 de febrero del 2021, Beto afirmó que «el expresidente Martín Vizcarra y su esposa fueron vacunados en septiembre del 2020 por Sinopharm y la República Popular China». Al día siguiente, Vizcarra confirmó que había sido parte del ensayo clínico de vacunación, el proceso en el que voluntarios probaron aleatoriamente la vacuna y placebos para que médicos y científicos analizaran los posibles efectos.
Vizcarra se realizó en vivo una prueba de antígenos para demostrar que no tenía anticuerpos contra la COVID-19. A raíz de esto, el Congreso de la República del Perú solicitó la salida de la ministra de Salud Pilar Mazzetti. Sin embargo, días después se supo que estas vacunaciones habían sido hechas con un lote de vacunas ajeno al de los ensayos; en ese sentido, habían sido vacunados con un lote regalado por la empresa Sinopharm que, a escondidas, fue administrado a su familia y personas cercanas. A lo que el exmandatario y la exministra, sin escapatoria, pidieron disculpas al país; dando pie al escándalo nacional de vacunas, conocido como Vacunagate. Las investigaciones de Carlos Paredes presentadas en el programa de Beto Ortiz fueron la base para el desarrollo de una posterior investigación y actualmente proceso judicial en contra del expresidente, de Pilar Mazzeti y otros implicados en la repartición de vacunas entre varios miembros de la élite de poder peruana.

### Efectividad de la vacuna de Sinopharm
El 5 de marzo de 2021, el programa de Beto Ortiz difundió un informe del ensayo clínico en la Universidad Peruana Cayetano Heredia de la vacuna de Sinopharm contra la COVID-19; Ernesto Bustamante afirmó que la efectividad de la vacuna BBIBP-CorV fue de 33.3% (cepa de Wuhan) y 11.5% (cepa de Hong Kong). La encargada del ensayo clínico Coralith García reconoció la veracidad del informe, pero señaló que se trataba de «un reporte preliminar de los resultados del proyecto» y que los resultados finales se conocerían después de 8 semanas.
Debido a su potencial desinformación que conllevó tras difundir el informe, al día siguiente, el abogado Edison Tito Peralta anunció junto a una centena de ciudadanos que solicitaron al Ministerio Público para proceder la denuncia al conductor por «presunto delito de grave perturbación a la tranquilidad pública». El 7 de marzo el Gobierno peruano lanzó un comunicado que desmiente la reducida efectividad emitida del informe. Además, un documento del Ministro de Justicia Eduardo Vega, para la presidenta del Consejo de Ministros Violeta Bermúdez, sugirió que «no es necesario tomar acciones legales» para no afectar la comunicación entre el gobierno y la población del país durante el plan de vacunación nacional.
De su parte, el Colegio Médico del Perú difundió en otro comunicado que rechazaba «toda información parcial o incompleta», incluyendo «la confusión respecto a los análisis de eficacia y efectividad». En un comunicado divulgado por la embajada de China en el Perú, Sinopharm calificó que el reportaje «carece severamente de veracidad y es irresponsable» y difundió «datos no verificados, no científicos, imprecisos e incompletos».
Este suceso generó la preocupación del Consejo Consultivo de Radio y Televisión que animó al programa a cumplir la Ley de Radio y Televisión.

### Otras denuncias e incidentes
En abril de 2021 Ortiz retiró a la comunicadora de la prensa alternativa y candidata al congreso por Perú Libre, Zaira Arias, por criticar a su programa tras cubrir una noticia local. Posteriormente, su abogado Tito Wanka denunció al periodista por promoción del racismo.
En septiembre de 2021 el Tribunal de Ética del Consejo de la Prensa Peruana recibió una queja de una activista peruana, Agnieszka Céspedes, por incitación al odio hacia el ministro de Interior José Elice Navarro. Esto se debió a que Beto Ortiz mostró un arma real en su programa del 16 de julio de ese año.
En enero de 2022 Willax compartió un comunicado que cita una sentencia de difamación del Tribunal de Ética contra Ortiz, por adjetivos al Partido Morado, la emisión del reportaje «Lagartona al rescate». Cabe señalar la negativa relación entre Ortiz con el partido político, desde aquella entrevista con el candidato presidencial Julio Guzmán en abril de 2021.
En marzo de 2022 la Corte Superior de Justicia de Lima le sentenció a un año y cuatro meses por difamación a favor del exviceministro de Promoción del Empleo Pedro Castilla Torres que le acusó de feminicio en uno de sus reportajes.
El 13 de abril de 2022 el gerente general de Willax, Alberto Moreno, reclamó una falla externa que intempestivamente interrumpió al programa durante la emisión de las víctimas por las protestas de Ica y Huancayo. Otro corte repentino ocurrió el 6 de mayo de 2022 mientras se emitía el reportaje sobre la atribuida «segunda dama» de Castillo, María Tarazona.
En mayo de 2022, para el reporte de las administradoras de fondos de pensiones de Chile, tuvo un altercado entre Claudia Toro y la presidenta de la Convención Constitucional, Elisa Loncon, tras preguntar el impacto de la estatización de los fondos de pensiones.
En el marco del escándalo de corrupción que aquejó al Ministerio Público del Perú en febrero de 2024, Jaime Villanueva, quien ejerció como asesor de la exfiscal de la Nación, Patricia Benavides, formuló graves acusaciones. Uno de ellos correspondió a la declaración de Villanueva  que Benavides había impartido instrucciones explícitas para la filtración de información confidencial al periodista Beto Ortiz, con el propósito de desacreditar a la fiscal Marita Barreto (del Equipo de Fiscales contra la Corrupción en el Poder).

## Premios y nominaciones
| Año  | Premio        | Categoría                   | Resultado | Ref.    |
| ---- | ------------- | --------------------------- | --------- | ------- |
| 2018 | Premios Luces | Mejor programa periodístico | Nominado  | [ 104 ] |